# Robert Koldewey

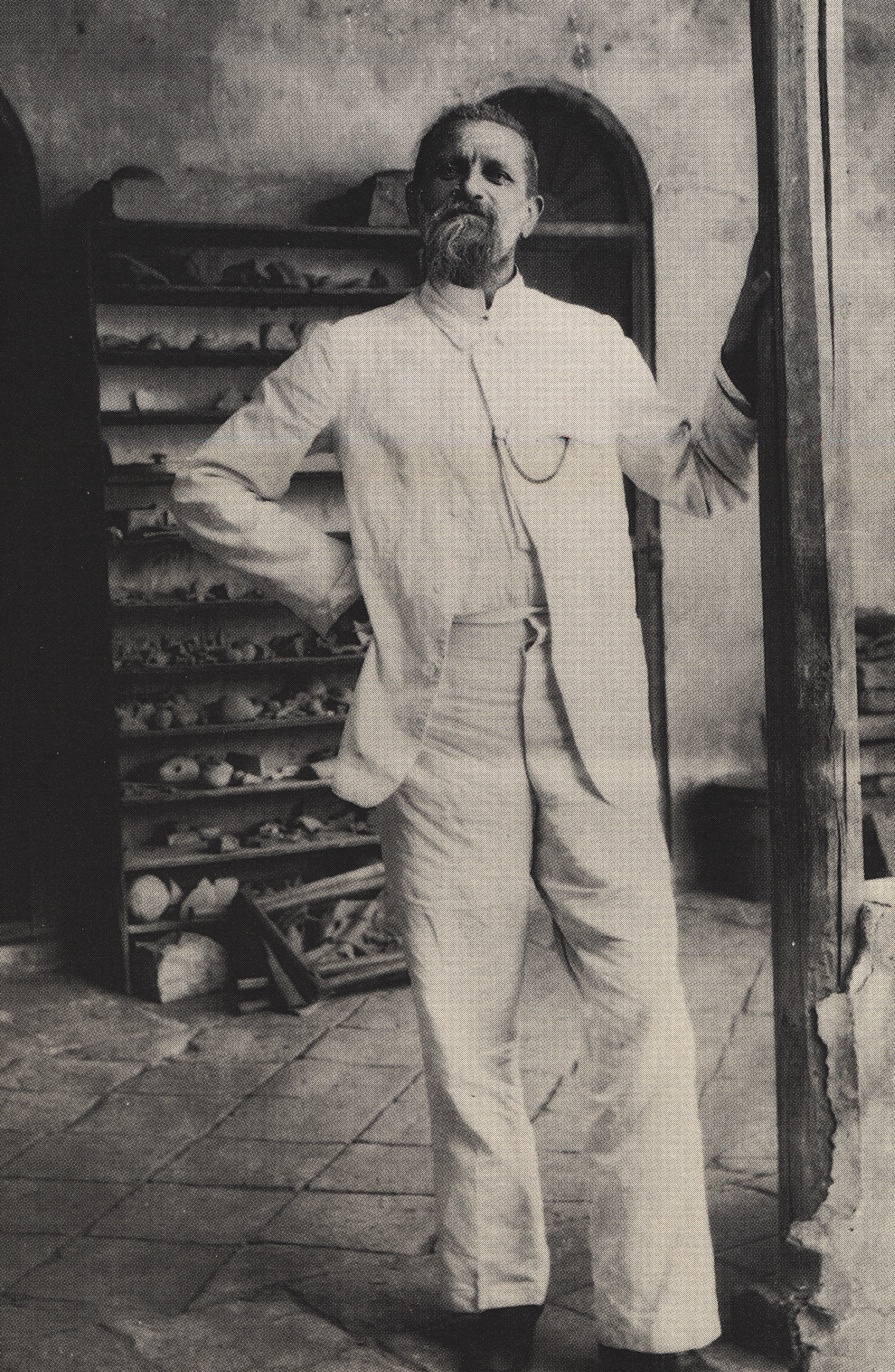
Robert Koldewey i Babylon.

Robert Koldewey, född 10 september 1855, död 4 februari 1925, var en tysk arkeolog.

## Biografi
Koldewey ägnade sig tidigt åt utgrävningar i Assos i Grekland, på ön Lesbos och i Mindre Asien. Tillsammans med Otto Puchstein utförde han avbildningar och mätningar av Syditaliens och Siciliens antika tempel (två band, 1899). År 1902 utkom hans arbete över grävningarna i Sendschirli i Mindre Asien. Koldewey var 1898–1917 ledare för den tyska expeditionen till Babylon, varifrån utgavs Die Tempel in Babylon (1911), Das wiedererstehende Babylon (1913, 4:e upplagan 1925) samt Die Burgen von Babylon (1931).
Under utgrävningarna i Babylon utvecklade han den banbrytande stratigrafin, det vill säga tekniken att urskilja lagerföljderna.